# Neuilly-sur-Seine
Neuilly-sur-Seine (wymowaⓘ [nøji syʁ sɛn]) – miejscowość i gmina we Francji, w regionie Île-de-France, w departamencie Hauts-de-Seine. Przez miejscowość przepływa Sekwana.
Według danych na rok 2012 gminę zamieszkiwało 62 021 osób, a gęstość zaludnienia wynosiła 16 628 osób/km². Wśród 1287 gmin regionu Île-de-France Neuilly-sur-Seine plasuje się na 771. miejscu pod względem powierzchni.

## Historia
W Neuilly-sur-Seine podpisano traktat pokojowy z Bułgarią, 27 listopada 1919 (po I wojnie światowej), zgodnie z którym Bułgaria traciła na rzecz Grecji Trację Zachodnią, Królestwa SHS część Macedonii i na rzecz Rumunii południową Dobrudżę. Bułgaria obciążona została również reparacjami wojennymi oraz ograniczeniem sił zbrojnych do 35 tys. żołnierzy.
W latach 1983–2003 merem Neuilly-sur-Seine był Nicolas Sarkozy, późniejszy prezydent Francji, który zastąpił Achille Perettiego, sprawującego urząd od 1947.

## Współpraca
Miejscowości partnerskie:
- Hanau, Niemcy (1964-2002)
- Uccle, Belgia (od 1981)
- Windsor, Wielka Brytania (od 1955)

## Osoby

### urodzone w Neuilly-sur-Seine

#### Politycy
- Bruno Le Maire, polityk, minister rolnictwa 2009-2012, minister gospodarki i finansów od 2017 r.
- Marine Le Pen, szefowa Frontu Narodowego
- Gérard Longuet, polityk, minister obrony 2011–2012

#### Artyści
- Frédéric Beigbeder, pisarz
- Jean-Paul Belmondo, aktor
- Michèle Morgan, aktorka
- Anaïs Nin, pisarka
- Niki de Saint Phalle, rzeźbiarka i malarka
- Clémence Saint-Preux, piosenkarka
- Martin Solveig, producent muzyczny
- Corinne Le Poulain, aktorka
- Edmonde Charles-Roux, pisarka

#### Sportowcy
- Maurice Herzog, himalaista, alpinista

#### Biskupi

Położenie Neuilly-sur-Seine w ramach aglomeracji paryskiej

- Matthieu Rougé, biskup Nanterre